# Ocneropsis bethlehemita
Ocneropsis bethlehemita är en insektsart som först beskrevs av Bolívar, I. 1893.  Ocneropsis bethlehemita ingår i släktet Ocneropsis och familjen Pamphagidae. Inga underarter finns listade i Catalogue of Life.